# Chassey-le-Camp
Chassey-le-Camp is een gemeente in het Franse departement Saône-et-Loire (regio Bourgogne-Franche-Comté) en telt 277 inwoners (1999). De plaats maakt deel uit van het arrondissement Chalon-sur-Saône.

## Geografie
De oppervlakte van Chassey-le-Camp bedraagt 8,6 km², de bevolkingsdichtheid is 32,2 inwoners per km².
De onderstaande kaart toont de ligging van Chassey-le-Camp met de belangrijkste infrastructuur en aangrenzende gemeenten.

## Demografie
Onderstaande figuur toont het verloop van het inwonertal (bron: INSEE-tellingen).